# Estádio Lokomotiv de Moscou
O Estádio Lokomotiv é um estádio de futebol localizado em Moscou, na Rússia.
Inaugurado em 2002, tem capacidade para 28.800 torcedores e é casa do clube de futebol FC Lokomotiv Moscou.

## Ligações Externas
- Estádio Lokomotiv
- Worldstadiums.com
- Yahoo Maps - Foto por Satélite